# Opwijk
Opwijk – miejscowość i gmina (gemeente) w Belgii, w Regionie Flamandzkim, w prowincji Brabancja Flamandzka, w okręgu Halle-Vilvoorde. 1 stycznia 2024 roku liczyła 14 866 mieszkańców. Powierzchnia gminy wynosi 19,92 km². 

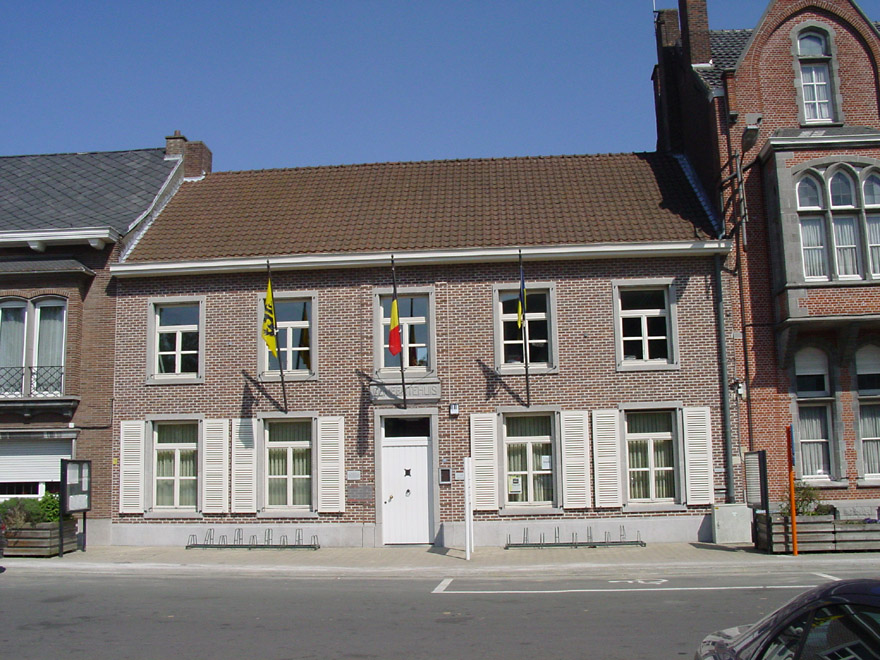
Ratusz w Opwijk

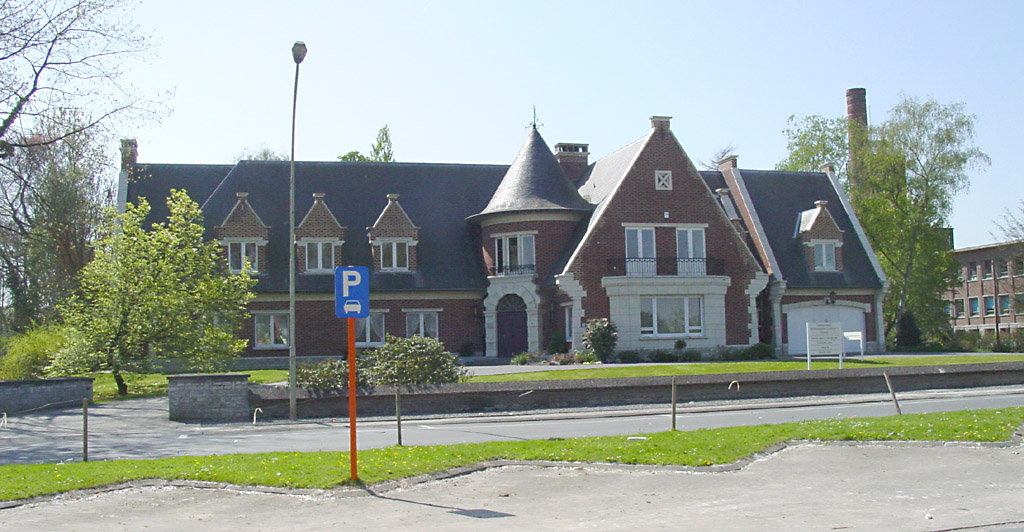
Ratusz

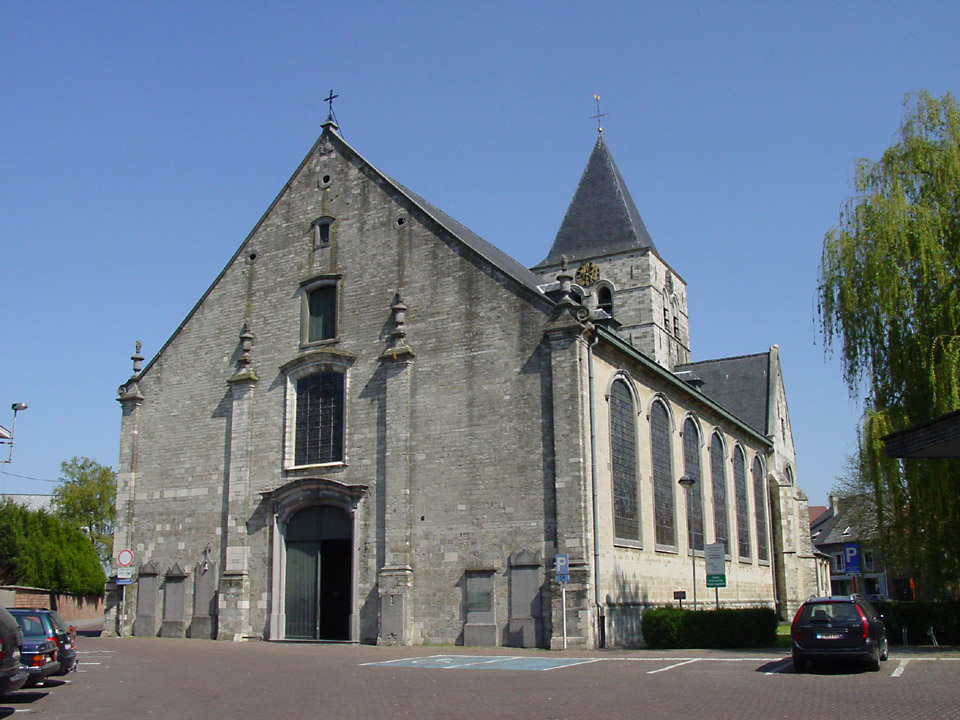
Kościół św. Pawła (Sint-Paulus) w centrum Opwijk

## Podział administracyjny
W skład gminy wchodzi jedna dzielnica (deelgemeente):
- Mazenzele

## Współpraca
Miejscowości partnerskie:
- Cramant, Francja
- Ober-Mockstadt (dzielnica gminy Ranstadt), Niemcy